# Dubhe
Dubhe (α Ursae Majoris) je druhá nejjasnější hvězda v souhvězdí Velké medvědice. Je součástí Velkého vozu. Taktéž je nejsevernější hvězdou z Ukazatelů – dvě hvězdy, které nám ukazují směr k Polárce.
Název hvězdy pochází z arabského dubb, což znamená medvěd.
Dubhe je starší hvězda, která spaluje helium. Je to obr spektrálního typu K s povrchovou teplotou 4 500 K a s přibližně 300krát větší zářivostí než Slunce. Od sluneční soustavy je vzdálená 124 světelných let. Ve vzdálenosti 23 AU ji obíhá společník – hvězda hlavní posloupnosti.